# 劉燾 (宋朝)
劉燾（1070年—?），字無言，号静修，長興（今屬浙江）人，北宋政治人物。刘谊之子。

## 生平
約熙宁三年（1070）生。十七岁在太学，时称俊杰。元祐三年（1088年）李常寧榜進士，是年苏轼知贡举，很賞識他。为知瀛州曾布幕客，因曾布举荐，任删定官。紹聖元年（1094年），知鄆州。建中靖國元年（1101年），授官秘書省正字權兼著撰。崇宁元年(1102) ，任监察御史。政和八年（1118年），權提點淮南東路刑獄。宣和元年（1119年），提舉嵩山崇福宮。七年，除秘閣修纂。李光劾其擅離職守，以秘阁修撰致仕。晚年事蹟不詳，绍兴元年（1131年）尚在世。刘焘有女嫁朱面之子。有《南山集》20卷，已佚。